# هوراس جونز
هوراس جونز (بالإنجليزية: Horace Jones)‏ هو لاعب كرة قدم أمريكية أمريكي، ولد في 31 يوليو 1949 في بينساكولا في الولايات المتحدة.

## وصلات خارجية
- هوراس جونز على موقع مرجع كرة القدم المحترفة.كوم (الإنجليزية)